# Eduard Latypov
Eduard Latypov (* 21. března 1994 Grodno) je ruský biatlonista, mistr Evropy a medailista z mistrovství světa, když jako člen štafety reprezentují Ruskou biatlonovou unii získal bronzovou medaili na Mistrovství světa 2021.
Ve své dosavadní kariéře zvítězil v závodech světového poháru v jednom kolektivním závodě. Jeho nejlepším individuálním umístěním je 2. místo z závodu s hromadným startem v Östersundu z března 2021.
Biatlonu se věnuje od roku 2011. Ve světovém poháru debutoval v prosinci 2018 ve vytrvalostním závodě Pokljuce.

## Výsledky

### Olympijské hry a mistrovství světa
| Sezóna  | A   | Místo      | SP  | SZ | IZ  | HZ  | ŠT | SŠT | SZD | Věk    |
| ------- | --- | ---------- | --- | -- | --- | --- | -- | --- | --- | ------ |
| 2019/20 | MS  | Anterselva | –   | –  | 43. | –   | –  | –   | –   | 25 let |
| 2020/21 | MS  | Pokljuka   | 10. | 7. | –   | 14. | 3. | 9.  | 11. | 26 let |
| 2021/22 | ZOH | Peking     | 11. | 3. | 19. | 11. | 3. | 3.  | ×   | 27 let |

### Mistrovství Evropy
| Sezona  | Místo                | SP  | SZ  | IZ  | SS | SSK | SSF | ŠT  | SŠT | SZD | Věk    |
| ------- | -------------------- | --- | --- | --- | -- | --- | --- | --- | --- | --- | ------ |
| 2013/14 | Nové Město na Moravě | –   | –   | 14. | 2. | –   | –   | –   | –   | –   | 19 let |
| 2014/15 | Otepää               | 2.  | 1.  | –   | –  | –   | –   | –   | –   | –   | 20 let |
| 2015/16 | Ťumeň                | DSQ | DSQ | –   | –  | –   | –   | –   | –   | –   | 22 let |
| 2017/18 | Ridnaun              | 52. | 29. | 32. | –  | –   | –   | –   | –   | –   | 23 let |
| 2019/20 | Raubiči              | 28. | 12. | –   | –  | 2.  | –   | 13. | 2.  | 13. | 25 let |

### Juniorské vrcholné akce
| Akce | Sezóna  | Místo        | SP  | SZ  | IZ  | ŠT | Věk    |
| ---- | ------- | ------------ | --- | --- | --- | -- | ------ |
| MSD  | 2012/13 | Obertilliach | 18. | 19. | 32. | 4. | 18 let |
| MSJ  | 2013/14 | Presque Isle | 3.  | 6.  | 44. | 3. | 19 let |
| MSJ  | 2014/15 | Minsk        | 6.  | 1.  | 35. | 1. | 19 let |

### Světový pohár

#### 2018/19
| Místo                     | SP  | SZ  | HZ | IZ  | ŠT | SŠT | SZD |
| ------------------------- | --- | --- | -- | --- | -- | --- | --- |
| Pokljuka, Slovinsko       | 43. | 41. | -  | 99. | -  | -   | -   |
| Hochfilzen, Rakousko      | 82. | -   | -  | -   | 5. | -   | -   |
| Canmore, Kanada           | 98. | -   | -  | 15. | 3. | -   | -   |
| Soldier Hollow, Utah, USA | 48. | 45. | -  | -   | -  | -   | -   |
| Oslo, Norsko              | 74. | -   | -  | -   | -  | -   | -   |

#### 2019/20
| Místo                | SP  | SZ  | HZ  | IZ  | ŠT | SŠT     | SZD     |
| -------------------- | --- | --- | --- | --- | -- | ------- | ------- |
| Östersund, Švédsko   | 25. | -   | -   | 50. | 4. | -       | -       |
| Hochfilzen, Rakousko | 75. | -   | -   | -   | 6. | -       | -       |
| Annecy, Francie      | 55. | 45. | -   | -   | -  | -       | -       |
| Oberhof, Německo     | 38. | -   | -   | -   | 4. | -       | -       |
| Ruhpolding, Německo  | 55. | 38. | -   | -   | 4. | -       | -       |
| Pokljuka, Slovinsko  | 24. | -   | -   | -   | -  | -       | 13.     |
| Nové Město, Česko    | 17. | -   | 28. | -   | 4. | -       | -       |
| Kontiolahti, Finsko  | 36. | 41. | -   | -   | -  | zrušeno | zrušeno |

#### 2020/21
| ČSP              | Místo                | SP  | SZ  | HZ  | IZ   | ŠT | SŠT | SZD |
| ---------------- | -------------------- | --- | --- | --- | ---- | -- | --- | --- |
| 1.               | Kontiolahti          | 20. | -   | –   | 43.  | –  | –   | -   |
| 2.               | Kontiolahti          | 46. | 21. | –   | –    | 4. | –   | -   |
| 3.               | Hochfilzen           | 21. | 24. | -   | -    | 4. | -   | -   |
| 4.               | Hochfilzen           | 30. | 29. | 23. | -    | –  | –   | -   |
| 5.               | Oberhof              | 11. | 22. | –   | –    | –  | 1.  | -   |
| 6.               | Oberhof              | 15. | –   | 29. | –    | 4. | –   | -   |
| 7.               | Anterselva           | –   | –   | 20. | 50.  | 3. | –   | -   |
| 8.               | Nově Město na Moravě | 10. | 23. | –   | –    | 2. | –   | -   |
| 9.               | Nově Město na Moravě | 25. | 21. | –   | –    | –  | 7.  | -   |
| 10.              | Östersund            | 23. | 18. | 2.  | –    | –  | –   | -   |
| Celkové umístění | Celkové umístění     | 16. | 21. | 16. | nkl. | 5. | 5.  | 5.  |
| Celkové umístění | Celkové umístění     | 18. |     |     |      | 5. | 5.  | 5.  |